# لين أ. فورست
لين أ. فورست (بالإنجليزية: Linn A. Forrest)‏ هو مهندس معماري أمريكي، ولد في 1905، وتوفي في 1987.